# عصر حجر: شگفتی در اوج دایناسور
«عصر حجر: شگفتی در اوج دایناسور» (انگلیسی: The Flintstones: Surprise at Dinosaur Peak) یک بازی ویدئویی در سبک سکوبازی است که توسط Taito Corporation و در سال ۱۹۹۴ و در پلت‌فرم سیستم سرگرمی نینتندو منتشر شده‌است.